# Herbert Kretzmer
Herbert Kretzmer, (Kroonstad, Orange Free State, Sud-àfrica, 5 d'octubre de 1925) - Londres, Regne Unit, 14 d'octubre de 2020) va ser un periodista i lletrista anglès. És conegut com el lletrista de la versió anglesa de la comèdia musical Els Miserables i la versió anglesa de les cançons de Charles Aznavour.

## Biografia
Herbert Kretzmer va néixer el 5 d'octubre de 1925 a Kroonstad, Orange Free State, Sud-àfrica
Els seus pares, William Kretzmer i Tilly Kretzmer eren jueus lituans que fugint els pogroms de l'Imperi rus emigren a Sud-àfrica al començament del segle xx . Tenien una botiga de mobles.
Tenia tres germans, el gran, Elliot Kretzmer participa en la Segona Guerra Mundial a l'Exèrcit de l'aire sud-africà, i va ser alcalde de Johannesburg, l'any 1991.

## Carrera
Nascut a Sud-àfrica va començar la carrera fent documentals i signant articles sobre cinema. Aviat fa de periodista pel Johannesburg Sunday Express. Es va traslladar a Londres a mitjans dels anys 50: el London Daily Sketch li va confiar les entrevistes a personatges famosos com John Steinbeck, Truman Capote, Tennessee Williams, Sugar Ray Robinson, Louis Armstrong, Henry Miller, Cary Grant i Duke Ellington. El 1962 va passar al Daily Express on es va ocupar de ressenyes d'estrenes de cinema; del 1979 al 1987 es va ocupar de crítica televisiva guanyant un premi com a crític de l'any (1980).
Era també lletrista: el 1960 va guanyar el premi Premi Ivor Novello pel tema Goodness Gracious Me cantat per Sophia Loren i Peter Sellers. També va aconseguir premis per Yesterday When I Was Young (1969) i pel hit She (disc d'or 1974), dos temes escrits per Charles Aznavour.
Va escriure els textos del musical "Can Hieronymus Merkin Ever Forget Mercy Humppe and Find True Happiness", després pel·lícula del 1969) de Anthony Newley, "Our Man Crichton" (1964) i per la comèdia teatral "I Quattro Moschettieri" (1969).
El 1985 li van encarregar els textos de la versió anglesa de Els miserables. El musical Les Misérables, dirigit per Alain Boublil i Claude-Michel Schönberg, es va estrenar el 8 d'octubre de 1985 en el West End londinenc i és encara el musical més representat en anys. Gràcies a això Kretzmer va guanyar el Premi Tony el 1987 i el Premis Grammy el 1988.
El 2008 va escriure els textos d'un altre musical, "Marguerite".
Va morir el 2020, a l'edat de noranta-cinc anys.

## Honors
- Chevalier de l'Orde de les Arts i les LLetres
- OBE Oficial de l'Orde de l'Imperi Britànic
- Nominat l'any 2013 per l'Oscar a la millor cançó original amb Claude-Michel Schönberg i Alain Boublil per als Miserables (Suddenly)
- BAFA 2013: millor film britànic per als Miserables (nominat amb Tom Hooper, Tim Bevan, Eric Fellner, Debra Hayward, Cameron Mackintosh, Claude-Michel Schönberg, Alain Boublil i William Nicholson (escriptor))